# Мануел де Олівейра
Мануел Кандіду Пінту де Олівейра (порт. Manoel Cândido Pinto de Oliveira, 11 грудня 1908, Порту, Португальське королівство — 2 квітня 2015, там само) — португальський кінорежисер і сценарист

## Біографія
Мануел де Олівейра народився в місті Порту, в сім'ї промисловців. Він дебютував як актор у 1928 році, а в 1930 році — як режисер документальних фільмів. Перший повнометражний фільм зробив у 1942 році — «Аніка-Бобо», у якому розповідається про повсякденне життя дітей у Порту.
Часто працював з однією групою акторів у декількох фільмах, з кінця 1980-х років ядро цієї групи становили Леонор Сілвейра, Луїш Мігель Синтра, Діогу Доріа, що знімалися практично у всіх картинах майстра.
У 2008 році пана Олівейру нагородили Золотою пальмовою гілкою Каннського фестивалю за його внесок в розвиток кінематографа, а також він отримав головну нагороду від уряду Франції — Орден Почесного легіону..
2014 року, на 106 році життя, Мануел де Олівейра випустив короткометражну стрічку із назвою «Старий чоловік з Белема» (порт. O Velho do Restelo). У фільмі літературні та історичні персонажі, такі як герой роману Сервантеса — Дон Кіхот, португальський поет 16 століття Луїс де Камоенс, письменник 19 століття Камілу Каштелу Бранку, розмірковують про події сучасного світу та про занепад величі минулих часів. Фільм демонструвався на Венеційському кінофестивалі, Міжнародних кінофестивалях у Торонто й у Нью-Йорку, де отримав позитивні відгуки.
Помер 2 квітня 2015 у віці 106 років.

## Фільмографія
- 1942 — «Аніка-Бобо»[pt] (порт. Aniki-Bóbó)
- 1963 — Закон весни (порт. O Acto da Primavera)
- 1964 — Полювання (порт. A Caça)
- 1972 — Сьогодення і минуле (порт. Passado e o Presente)
- 1974 — Benilde ou a Virgem Mãe
- 1975 — Бенільда або Діва-Мати (порт. Benilde ou a Virgem Mãe)
- 1979 — Приречена любов (порт. Amor de Perdição)
- 1981 — Франциска (порт. Francisca)
- 1982 — Візит або Спогади і признання (порт. Visita ou Memórias e Confissões)
- 1985 — Атласний черевичок (фр. Le Soulier de Satin)
- 1987 — Мій випадок (фр. Mon Cas)
- 1988 — Людожери (порт. Os Canibais)
- 1990 — (фр. Non, ou la vaine gloire de commander)
- 1991 — Божественна Комедія (порт. A Divina Comédia)
- 1992 — День відчаю (порт. O Dia do Desespero)
- 1993 — Долина Авраама (порт. Vale Abraão)
- 1994 — Коробка (порт. A Caixa)
- 1995 — Монастир (порт. O Convento)
- 1996 — Партія (порт. Party)
- 1997 — Подорож до початку світу (порт. Viagem ao Princípio do Mundo)
- 2006 — Завжди гарна (фр. Belle Toujours)
- 2007 — Христофор Колумб — Загадка (порт. Cristóvão Colombo — O Enigma)
- 2009 — Примхи одної блондинки (порт. Singularidades de uma Rapariga Loura)
- 2010 — Дивний випадок Анжеліки (порт. O Estranho Caso de Angélica)
- 2012 — Церква Диявола (порт. A Igreja do Diabo)
- 2012 — Жебо і тінь (порт. O Gebo e a Sombra)